# Oscar Pelliccioli
Oscar Pellicioli (né le 1er juillet 1965 à Verdellino, dans la province de Bergame en Lombardie) est un coureur cycliste italien, devenu par la suite directeur sportif de plusieurs équipes.

## Biographie
Oscar Pellicioli commence sa carrière professionnelle en 1990 dans l'équipe Diana-Colnago. Il remporté sa première victoire, la Coppa Agostoni, en 1994 avec l'équipe Polti.
Durant ses onze années de carrière il s'emploie comme coéquipier. Il est notamment aux côtés d'Ivan Gotti lorsque celui-ci remporte le Tour d'Italie 1999 avec Polti.
En 2003, Oscar Pellicioli a rejoint l'encadrement de l'équipe De Nardi, avec à sa tête Gianluigi Stanga et Antonio Bevilacqua, tous deux anciens dirigeants de l'équipe Polti. Il reste avec cette équipe sous ses appellations successives, Domina Vacanze en 2005, puis Milram de 2006 à 2009.
En 2012, il devient directeur sportif adjoint de l'équipe Colombia.

## Palmarès
- 1989
  - 3e du Gran Premio Capodarco
- 1992
  - 2e du Trofeo dello Scalatore
- 1993
  - 12e étape du Tour du Mexique
- 1994
  - 6e étape du Tour DuPont
  - Coppa Agostoni
- 1995
  - Trofeo dello Scalatore
- 1996
  - 3e du Tour de Romagne
  - 3e de la Subida a Urkiola
- 1998
  - 3e du Grand Prix de Fourmies

## Résultats sur les grands tours

### Tour de France
5 participations
- 1994 : 15e
- 1995 : 32e
- 1996 : 85e
- 1997 : 80e
- 1999 : abandon (14e étape)

### Tour d'Espagne
3 participations
- 1992 : 95e
- 1995 : 24e
- 2000 : 108e

### Tour d'Italie
8 participations
- 1991 : abandon
- 1993 : 50e
- 1994 : 25e
- 1995 : abandon
- 1996 : 23e
- 1997 : 39e
- 1999 : 76e
- 2000 : 55e

## Résultats sur les championnats

### Championnats du monde professionnels

#### Course en ligne
- Duitama 1995 : 16e